# ملعب مونومنتال إيسيدرو روميرو كاربو
ملعب مونومنتال إيسيدرو روميرو كاربو هو ملعب كرة قدم في غواياكيل بالإكوادور. يستضيف الملعب مباريات نادي برشلونة الإكوادوري. يسع حوالي 59,283 متفرج، مما يجعله أكبر ملعب كرة قدم في الإكوادور.